# باج (فیلم ۱۹۸۰)
«باج» (انگلیسی: Tribute) یک فیلم به کارگردانی باب کلارک است که در سال ۱۹۸۰ منتشر شد.

## بازیگران
- جک لمون
- کالین دوهرست
- جان مارلی
- کیم کاترال
- لی رمیک
- رابی بنسون